# Stephan Boschat
Stephan Boschat, né le 19 mars 1972 à Reims dans le département français de la Marne, également connu sous le pseudonyme de Migoto Sen Chu, est un scénariste de bande dessinée français, lettreur, et directeur de Transtech Aquitaine.

## Biographie
D’une formation technique à l’origine, il fonde en 2001 avec Edmond Tourriol le studio Makma. Il scénarise la version manga du jeu en ligne Amour Sucré dont les trois volumes ont été classés dans le top10 des ventes de manga français,,, et le 1er tome classé dans le top 10 des ventes de livre jeunesse[source insuffisante]. Quatre volumes de la série sont parus, traduits en 2 langues et le cinquième est en préparation. Continuant sur cette lancée il adapte en 2014, le jeu en ligne Urban Rivals en manga. Son pseudonyme Migoto Sen’Chu est la traduction japonaise de Captain Admirable.
Stéphan Boschat en parallèle est, depuis 1999, le directeur de Transtech Aquitaine, une structure associative qui accompagne les inventeurs et l’innovation en France depuis 1984.

## Œuvres

### Scénariste
- Ça m'intéresse tome 3 : les sociétés secrètes, 2016, avec Samuel Ménétrier, éditions Dargaud
- La Brigade des Inventifs, 2016, avec Edmond Tourriol, Julie Baraké, Samuel Ménétrier et Frédéric Vigneau, éditions Kotoji
- Amour Sucré 2012-2014 avec Xian Nu, édition Akileos
- Urban Rivals 2012-2014 avec Albert Carreres, éditions Delcourt
- Mix-Man dans le magazine éponyme chez Milan Presse
- PLOUF ! (une page de gag par mois publié dans le magazine de la Fédération française de natation)
- Code Neon ou Last Seduxion (Humanos) édités en presse dans les Shogun mag
- La France de tout en bas
- Les Inventifs, une idée… et après ? autoédité par la FNAFI

### Lettreur
- Les Simpson pour Jungle
- Les magazines Urban Comics (Batman, Superman, Justice League, Forever Evil, Green Lantern)
- Le Canon graphique (3 tomes chez Télémaques)